# Gary Lucy
Gary Edward Lucy (Chigwell, Essex; 27 de octubre de 1981) es un actor británico, más conocido por haber interpretado a Will Fletcher en la serie The Bill, a Luke Morgan en Hollyoaks y a Danny Pennant en la serie EastEnders.

## Biografía
Tiene su propia compañía llamada "Gary Lucy Real Estate".
En el 2005 comenzó a salir con la enfermera Natasha Gray, se comprometieron en febrero del 2013 y finalmente se casaron el 16 de noviembre del 2014. La pareja le dio la bienvenida a su primera hija India Jasmine Lucy el 30 de agosto de 2005, a su hijo Elvis Lucy el 19 de abril de 2011 a su segunda hija Sadie Lucy en septiembre de 2015 y a su cuarto hijo Theodore Edward Lucy el 23 de noviembre del 2018. Unas semanas antes del nacimiento de su cuarto hijo, la pareja anunció que se habían separado.

## Carrera
En junio de 1999 apareció por primera vez en la serie británica Hollyoaks, donde interpretó al futbolista Lucas "Luke" Morgan hasta el 26 de agosto de 2002. El 21 de mayo de 2017, se anunció que Gary regresaría a la serie ese mismo año después de 15 años.
En 2002 se unió al elenco de la primera temporada de la serie Footballers' Wives, donde interpretó al futbolista Kyle Pascoe hasta la tercera temporada en 2004. El 14 de diciembre de 2005, se unió al elenco principal de la exitosa serie policíaca The Bill, donde interpretó al detective de la policía Will Fletcher hasta el 7 de enero de 2010.
En 2010 se unió al elenco de la quinta temporada del programa Dancing on Ice, donde su pareja fue la patinadora profesional Maria Fillipov con quien quedó en el segundo lugar. El 27 de septiembre de 2012 apareció como personaje recurrente en la popular serie británica EastEnders, donde interpretó al banquero Danny Pennant hasta el 2 de noviembre del mismo año. Regresó a la serie como personaje principal el 7 de junio de 2013 y su última aparición fue el 14 de febrero de 2014. En 2013 participó en el programa de patinaje sobre hielo All-Star Dancing on Ice. A principios de julio de 2014, se anunció que aparecería como invitado en la serie médica Casualty en noviembre del mismo año.

## Filmografía

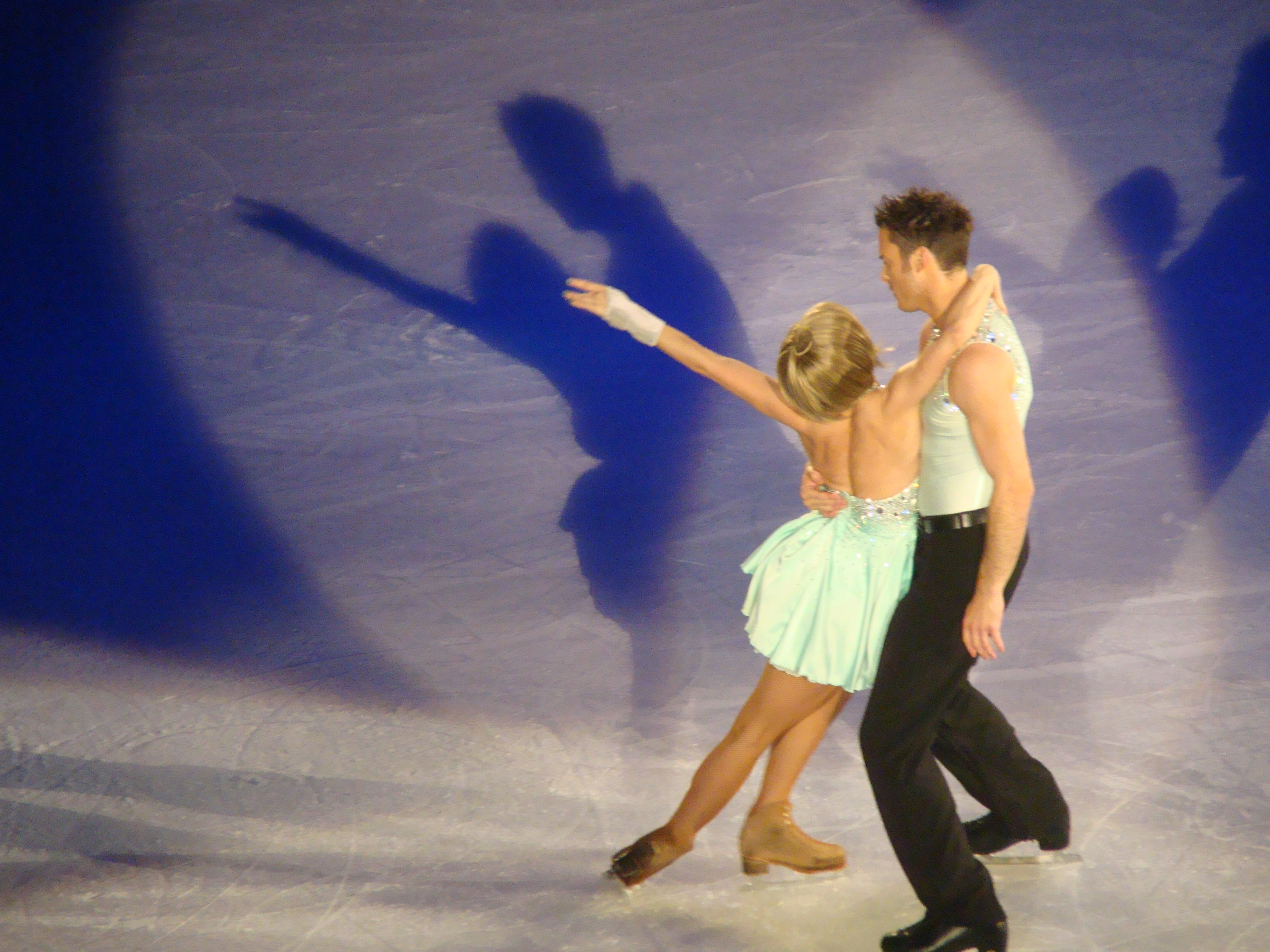
Hary durante su participación en el programa "Dancing on Ice" en el 2010.

### Series de televisión
| Año                          | Título             | Personaje          | Notas               |
| ---------------------------- | ------------------ | ------------------ | ------------------- |
| 2000 - 2002, 2017 - presente | Hollyoaks          | Luke Morgan        | 110 episodios       |
| 2014                         | Casualty           | Val Kildare        | episodio "Deadfall" |
| 2012, 2013 - 2014            | EastEnders         | Danny Pennant      | 56 episodios        |
| 2010                         | Missing            | Ben Lloyd          | episodio # 2.1      |
| 2005 - 2010                  | The Bill           | Det. Will Fletcher | 167 episodios       |
| 2002 - 2004                  | Footballers' Wives | Kyle Pascoe        | 25 episodios        |

### Películas
| Año  | Título            | Personaje       | Notas                                                                    |
| ---- | ----------------- | --------------- | ------------------------------------------------------------------------ |
| 2009 | Whatever It Takes | Matthew Cassady | junto a Jill Baker, Ron Cook, Stefan D'Bart, Shane Richie & Lucy Gaskell |
| 2004 | She's Gone        | Michael Sands   | junto a Ray Winstone, Lindsey Coulson, Haluk Bilginer & David Westhead   |

### Apariciones
| Año  | Programa       | Notas                      |
| ---- | -------------- | -------------------------- |
| 2010 | Dancing on Ice | 23 episodios - concursante |

## Premios y nominaciones
| Año  | Categoría                 | Premio             | Serie     | Resultado |
| ---- | ------------------------- | ------------------ | --------- | --------- |
| 2000 | Best Newcomer             | British Soap Award | Hollyoaks | Ganador   |
| 2000 | Best Dramatic Performance | British Soap Award | Hollyoaks | Nominado  |
| 2000 | Best Storyline            | British Soap Award | Hollyoaks | Nominado  |